# المراح
المراح أو قلدون وسميت بهذا الاسم نسبة لجبل قلدونيا المقدس في منغوليا. وسميت مؤخراً بالوردة الدمشقية لان اغلب سكانها يعملون بزراعة الورد الدمشقي ويهتمون به وينتجون منه ماء الورد والمربى وشراب الورد. وهي بلدة تركمانية تأسست في عهد الحكم العثماني سورية تابعة لمنطقة مدينة النبك، محافظة ريف دمشق، سوريا، تقع على ارتفاع 1500م عن سطح البحر، جنوب القسطل بين جبلين: جبل معلولا - جبل بسبكفية. وتوجد بالقرب منها بعض الآثار القديمة. وسكانها من التركمان تعود اصولهم إلى الدولة العثمانية منذ عام 1266 هجري و تتراوح عدد سكانها 5500 نسمة ومن العائلات التي تمثل أغلب سكانها آل دلّو وباكير والبيطار والخطيب وكلهم يشتركون بالنسب واللغة. يعمل معظم الناس بالزراعة والتجارة
قلدون المراح قرية سوريّة تتبع إداريّاً لمحافظة ريف دمشق منطقة النبك ناحية مركز النبك، بلغ تعداد سكانها 2,561 نسمة حسب التعداد السكاني لعام 2004.